# Himango kyrka

Himango kyrka (finska: Himangan kirkko) är en träkyrka i Himango i Finland. Den är byggd 1794 av Jacob Rijf.

### Fotnoter
1. ↑  Fredrik Liljeström. ”Några verk av kyrkbyggarsläkten Rijf”. Nykarlevyvyer. http://www.nykarlebyvyer.nu/sidor/texter/prosa/diverse/rijfverk.htm. Läst 20 september 2016.
2. ↑  Carl Jacob Gardberg. ”Rijf, Jacob”. Biografiskt lexikon för Finland. http://www.blf.fi/artikel_print.php?id=2524. Läst 20 september 2016.